# FIATA
Die FIATA ist die Internationale Föderation der Spediteurorganisationen (französisch: Fédération Internationale des Associations de Transitaires et Assimilés, englisch: International Federation of Freight Forwarders Associations) und wurde am 31. Mai 1926 in Wien/Österreich als Gewerbeorganisation der Spedition mit der Absicht gegründet, die Interessen der Branche weltweit zu fördern und zu schützen.
Der Sitz befindet sich heute in Genf/Schweiz.
Wie auch auf dem Logo verdeutlicht, ist die FIATA auf internationale Beziehungen ausgerichtet und eine Nicht-Regierungs-Organisation.

## Historie
Die FIATA wurde am 31. Mai 1926 in Wien/Österreich gegründet. Im Laufe der Jahre wurden verschiedene Transportdokumente von der FIATA eingeführt, um das internationale Speditionsgeschäft näher zusammen zuführen und zu vereinfachen.
Die FIATA hat einen beratenden Status beim Wirtschafts- und Sozialrat der Vereinten Nationen (ECOSOC), der Konferenz der Vereinten Nationen für Handel und Entwicklung (UNCTAD) und der Kommission der Vereinten Nationen für Internationales Handelsrecht (UNCITRAL).
Sie wird von vielen Regierungsorganisationen, Regierungsbehörden und internationalen Privatorganisationen im Verkehrsbereich als Vertreter der Speditionsbranche anerkannt. Beispielsweise von der Internationalen Handelskammer (ICC), der International Air Transport Association (IATA), der Internationalen Union der Eisenbahnen (UIC), der Internationalen Straßen- und Transportunion (IRU), der Weltzollorganisation (WCO) und der Welthandelsorganisation (WTO).
Kurz vor dem Weltkongress 2001 in Cancún, Mexiko und anlässlich des 75. Jubiläums der FIATA beschloss die FIATA-Präsidentschaft, diese besondere Veranstaltung mit der Gründung der FIATA Foundation Vocational Training zu feiern.
Die Foundation Vocational Training ist eine Einrichtung, die Verbände in benachteiligten Ländern unterstützen soll, um die beruflichen Fähigkeiten in der Industrie aufzubauen und zu verbessern.
Die Reglements/Statuten sind nach der ordentlichen Generalversammlung 2007 in Kraft getreten. Mit der Inkraftsetzung treten alle früheren Satzungsbestimmungen der FIATA und deren Ergänzungen außer Kraft.

## Anwendung / Zweck der FIATA
Die FIATA fungiert als Dachorganisation, in dem sie die Interessen der nationalen und regionalen Speditionsgewerben, von verschiedenen Ländern, auf internationaler Ebene zusammenträgt, fördert und koordiniert.
Um die Interessen zu wahren, unterhält die FIATA Kontakt zu internationalen und supranationalen Behördenorganisationen und Interessenverbänden des Verkehrs und des Handels.
Die FIATA hat sich folgende Punkte zur Aufgabe gemacht:
- bei der Festlegung von Reglements im internationalen Geschäft mitzuwirken
- durch Öffentlichkeitsarbeit das Ansehen und die Akzeptanz der Speditionsbranche zu fördern
- die Herausgaben von Publikationen und fachlichen Abhandlungen
- Hilfeleistungen für die Mitglieder zu gewährleisten
- Seminare zur Aus- und Weiterbildung zu veranstalten
- das kollegiale Verhalten und einen fairen Wettbewerb, sowie den Austausch wirtschaftlicher und technischer Erfahrungen zu fördern
- individuelle und generelle Fragen des Handels- und Verkehrswesens zu behandeln.

Die FIATA verfolgt keine wirtschaftlichen Zwecke.
Die Mittel zur Erfüllung der Aufgaben stammen aus:
- Aufnahmegebühren
- Mitgliedsbeiträgen
- Spenden & Einnahmen für besondere Leistungen der FIATA.

## Sprachen
Die englische Fassung des Reglements der FIATA ist maßgeblich. Die Kommunikationssprache der FIATA ist sowohl schriftlich als auch mündlich Englisch.
Alle Sitzungen an den Kongressen werden in der englischen Sprache geführt und in mindestens zwei andere Sprachen verdolmetscht. Die Wahl der angebotenen Sprachen obliegt dem Präsidium.

## FIATA Spediteursdokumente
FIATA Spediteursdokumente dienen zur Vereinheitlichung des internationalen Warenaustausches und sind ein Instrument zur Vereinfachung des Welthandels.
Reihenfolge der Veröffentlichung der Spediteursdokumente:
- 1955 das FIATA FCR – Forwarders Certificate of Receipt (grün)[4]
- 1959 das FIATA FCT – Forwarders Certificate of Transport (gelb)[4]
- 1970 das FBL – FIATA Negotiable Combined Transport Bill of Lading (blau)[4]
- 1975 das FWR – FIATA Warehouse Receipt (orange)[4]

Die Spediteursdokumente wurden als einheitliche Standard-Dokumente, jeweils in einer bestimmten Kennfarbe geschaffen.
Die FIATA Dokumente haben einen ausgezeichneten Ruf und sind als Traditions- und Vertrauensdokumente fast weltweit anerkennt.

## Allgemeine Bestimmungen für die FIATA-Spediteursdokumente
- FIATA-Dokumente dürfen nur von den Mitgliedsorganisationen der FIATA herausgegeben werden.
- Die jeweiligen nationalen Spediteur-Organisationen erhalten die Dokumente in der deutschen, französischen und englischen Sprache ausgehändigt. Zusätzlich zu einer der drei offiziellen Sprachen der FIATA ist es möglich, einen Text in der eigenen Landessprache zu verwenden.
- Für welches Mitgliedsland die jeweilige Ausgabe der FIATA-Dokumente verwendet worden sind, wird veranschaulicht durch einen Abdruck der Buchstaben des jeweiligen Landes (hierfür werden die internationalen Kraftfahrzeugkennzeichen z. B.: ÖSTERREICH (A), BELGIEN (B), SCHWEIZ (CH) verwendet.)
- Für das FIATA FCR und das FIATA FCT ist die fortlaufende Nummerierung vorgesehen. Für das FBL und FWR wird diese nicht benötigt.
- Vor der Herausgabe von FIATA-Dokumenten durch einen Mitgliedsverband müssen dem FIATA-Sekretariat Probeabzüge zur Genehmigung vorgelegt werden.
- Zur Kontrolle der herausgegebenen Dokumente führt der nationale Verband ein Register der Mitgliedsfirmen, welche Kopien der Dokumente erhalten haben, mit Angabe der Seriennummern.
- FIATA-Dokumente werden von den nationalen Organisationen, die der FIATA angeschlossen sind, an ihre Mitgliedsfirmen, mit den entsprechenden offiziellen und detaillierten Erläuterungen für den Gebrauch des Dokuments, ausgegeben.
- FIATA hat das Urheberrecht für das FIATA FCR, FIATA FCT, FBL und das FWR. Der Nachdruck oder die unmittelbare Drucklegung in jeder Form durch einzelne Firmen ist verboten.